# 秋川 (あきる野市)
秋川（あきがわ）は、東京都あきる野市の町名。現行行政地名は秋川一丁目から秋川六丁目。住居表示未実施区域である。

## 地理
あきる野市の中央部に位置し、北に瀬戸岡、東に二宮、南東と南西に雨間、南に油平、北西に日の出町平井と接している。

### 地価
住宅地の地価は、2025年（令和7年）1月1日の公示地価によれば、秋川2丁目17番7の地点で16万8000円/m2、
秋川6丁目14番3の地点で15万7000円/m2となっている。

## 世帯数と人口
2025年（令和7年）6月30日現在（あきる野市発表）の世帯数と人口は以下の通りである。
| 丁目       | 世帯数    | 人口    |
| ---------- | --------- | ------- |
| 秋川一丁目 | 120世帯   | 204人   |
| 秋川二丁目 | 230世帯   | 414人   |
| 秋川三丁目 | 311世帯   | 523人   |
| 秋川四丁目 | 381世帯   | 645人   |
| 秋川五丁目 | 416世帯   | 743人   |
| 秋川六丁目 | 323世帯   | 623人   |
| 計         | 1,781世帯 | 3,152人 |

### 人口の変遷
国勢調査による人口の推移。
| 年                 | 人口  |
| ------------------ | ----- |
| 1995年（平成7年）  | 2,697 |
| 2000年（平成12年） | 3,382 |
| 2005年（平成17年） | 3,478 |
| 2010年（平成22年） | 3,462 |
| 2015年（平成27年） | 3,420 |
| 2020年（令和2年）  | 3,232 |

### 世帯数の変遷
国勢調査による世帯数の推移。
| 年                 | 世帯数 |
| ------------------ | ------ |
| 1995年（平成7年）  | 983    |
| 2000年（平成12年） | 1,303  |
| 2005年（平成17年） | 1,441  |
| 2010年（平成22年） | 1,497  |
| 2015年（平成27年） | 1,559  |
| 2020年（令和2年）  | 1,593  |

## 学区
市立小・中学校に通う場合、学区は以下の通りとなる（2025年4月時点）。
| 丁目       | 番・番地等 | 小学校                   | 中学校                 |
| ---------- | ---------- | ------------------------ | ---------------------- |
| 秋川一丁目 | 全域       | あきる野市立西秋留小学校 | あきる野市立西中学校   |
| 秋川二丁目 | 全域       | あきる野市立西秋留小学校 | あきる野市立西中学校   |
| 秋川三丁目 | 全域       | あきる野市立多西小学校   | あきる野市立秋多中学校 |
| 秋川四丁目 | 全域       | あきる野市立多西小学校   | あきる野市立秋多中学校 |
| 秋川五丁目 | 全域       | あきる野市立多西小学校   | あきる野市立秋多中学校 |
| 秋川六丁目 | 全域       | あきる野市立南秋留小学校 | あきる野市立秋多中学校 |

## 交通

### 鉄道
- JR東日本 五日市線
  - 秋川駅 (所在地は、油平である）

### 道路
- 東京都道7号杉並あきる野線
- 東京都道165号伊奈福生線

## 事業所
2021年（令和3年）現在の経済センサス調査による事業所数と従業員数は以下の通りである。
| 丁目       | 事業所数  | 従業員数 |
| ---------- | --------- | -------- |
| 秋川一丁目 | 137事業所 | 1,811人  |
| 秋川二丁目 | 52事業所  | 507人    |
| 秋川三丁目 | 30事業所  | 709人    |
| 秋川四丁目 | 19事業所  | 190人    |
| 秋川五丁目 | 28事業所  | 309人    |
| 秋川六丁目 | 40事業所  | 834人    |
| 計         | 306事業所 | 4,360人  |

### 事業者数の変遷
経済センサスによる事業所数の推移。
| 年                 | 事業者数 |
| ------------------ | -------- |
| 2016年（平成28年） | 313      |
| 2021年（令和3年）  | 306      |

### 従業員数の変遷
経済センサスによる従業員数の推移。
| 年                 | 従業員数 |
| ------------------ | -------- |
| 2016年（平成28年） | 4,069    |
| 2021年（令和3年）  | 4,360    |

## 施設
- あきる野郵便局
- S&D秋川キララホール
- あきる野市中央図書館

## その他

### 日本郵便
- 郵便番号 : 197-0804[3]（集配局 : あきる野郵便局[15]）。